# Bergedorfer Kammerchor
Der Bergedorfer Kammerchor ist ein 1946 von Hellmut Wormsbächer gegründeter Kammerchor aus Hamburg, der seit 2003 von Frank Löhr geleitet wird. Der Chor hat die Rechtsform eines eingetragenen Vereins.
Die Chortätigkeit umfasst regelmäßige Konzerte mit Werken der weltlichen und geistlichen Chorliteratur. Es werden sowohl Konzerte aus vielen kürzeren Stücken als auch abendfüllende Kompositionen unter Mitwirkung von Orchester und Solisten aufgeführt, so beispielsweise im Jahr 2006 die Hohe Messe in h-Moll von J. S. Bach. Der Chor führt Konzertreisen in das In- und Ausland durch und nimmt an Wettbewerben für Chöre teil.
Die Leitung des Chores lag die ersten 55 Jahre des Bestehens in den Händen seines Gründers Hellmut Wormsbächer, der während dieser Zeit die Grundlage für eine ambitionierte Chorarbeit mit engagierten Laiensängern legte und diese stetig ausbaute. Zwei Jahre wurde der Chor anschließend von Tobias Brommann geleitet, der heute die Berliner Domkantorei betreut. Nach dessen Ausscheiden wurde 2003 Frank Löhr vom Chor mit dem Dirigat betraut.

## Diskografie
CDs (Auswahl):
- Wolfgang A. Mozart: Requiem, 2004
- Joseph Haydn: Die Schöpfung, 2008
- Frank Martin: Messe, 2009
- Georg Friedrich Händel: Solomon, 2013
- Weihnachtliche Chormusik, 2015